# Newton (Nottinghamshire)
Newton – osada w Anglii, w hrabstwie Nottinghamshire, w dystrykcie Rushcliffe. Leży 11 km na wschód od miasta Nottingham i 173 km na północ od Londynu.